# Francis-Roland Lambert
Francis-Roland Lambert SM (ur. 7 lutego 1921 w Lawrence, zm. 29 października 1997) – amerykański duchowny rzymskokatolicki, marysta, misjonarz, biskup Port Vila.

## Biografia
Francis-Roland Lambert urodził się 7 lutego 1921 w Lawrence w Stanach Zjednoczonych. 29 czerwca 1946 otrzymał święcenia prezbiteriatu i został kapłanem Towarzystwa Maryi (marystów). 7 sierpnia 1955 asystował przy sakrze wikariusza apostolskiego Nowych Hebrydów Louisa-Jeana-Baptisty-Josepha Julliarda SM.
31 grudnia 1976 papież Paweł VI mianował go biskupem Port Vila. 20 marca 1977 przyjął sakrę biskupią z rąk swojego poprzednika Louisa-Jeana-Baptisty-Josepha Julliarda SM. Współkonsekratorami byli arcybiskup Nouméi Eugène Klein MSC oraz arcybiskup Suvy Petero Mataca.
Biskup Lambert w latach 1987-1991 był przewodniczącym Konferencji Episkopatu Pacyfiku.
Z racji osiągnięcia wieku emerytalnego złożył rezygnację, którą papież przyjął 12 grudnia 1996. Zmarł 29 października 1997.